# Antigua Iglesia Matriz de Porto Alegre
La Antigua Iglesia Matriz de Porto Alegre, dedicada a María, Madre de Dios, fue la principal iglesia católica de la ciudad de Porto Alegre, Brasil, hasta la construcción de la actual Catedral Metropolitana. En su momento fue uno de los edificios coloniales más importantes del estado de Río Grande del Sur. Fue construida a partir de 1779 sobre la base de un proyecto de 1774, y fue demolida entre 1920 y 1920 para dar lugar a la nueva catedral.

## Historia
En la década de 1740, la futura Porto Alegre era aún un pequeño asentamiento de pocas familias en torno a un fondeadero natural cercano a la antigua desembocadura del arroyo Diluvio en el lago Guaíba, entonces conocido como Porto de Viamão o Porto do Dornelles, en alusión al nombre del propietario de la zona.
A petición del brigadier José da Silva Paes, en 1744 el Rey de Portugal dio permiso para colonizar la zona con parejas provenientes de las Azores. No fue hasta 1752 cuando comenzó realmente el asentamiento, con la llegada de 60 familias, que sumaban unas 300 personas, quienes se instalaron cerca del puerto que por esta razón pasó a llamarse Porto dos Casais. En el mismo año, llegó el primer capellán, el carmelita Fray Faustino Antônio de Santo Alberto, y se erigió junto al lago una capilla dedicada a São Francisco das Chagas, primer patrón del asentamiento.

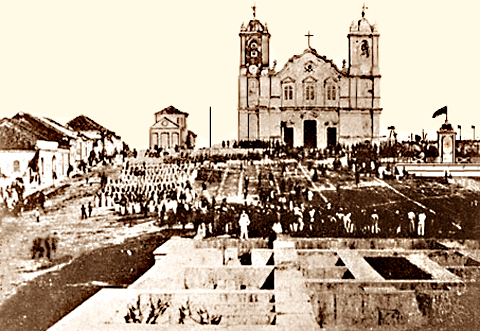
Recepción al emperador Dom Pedro II en 1865, delante de la Matriz

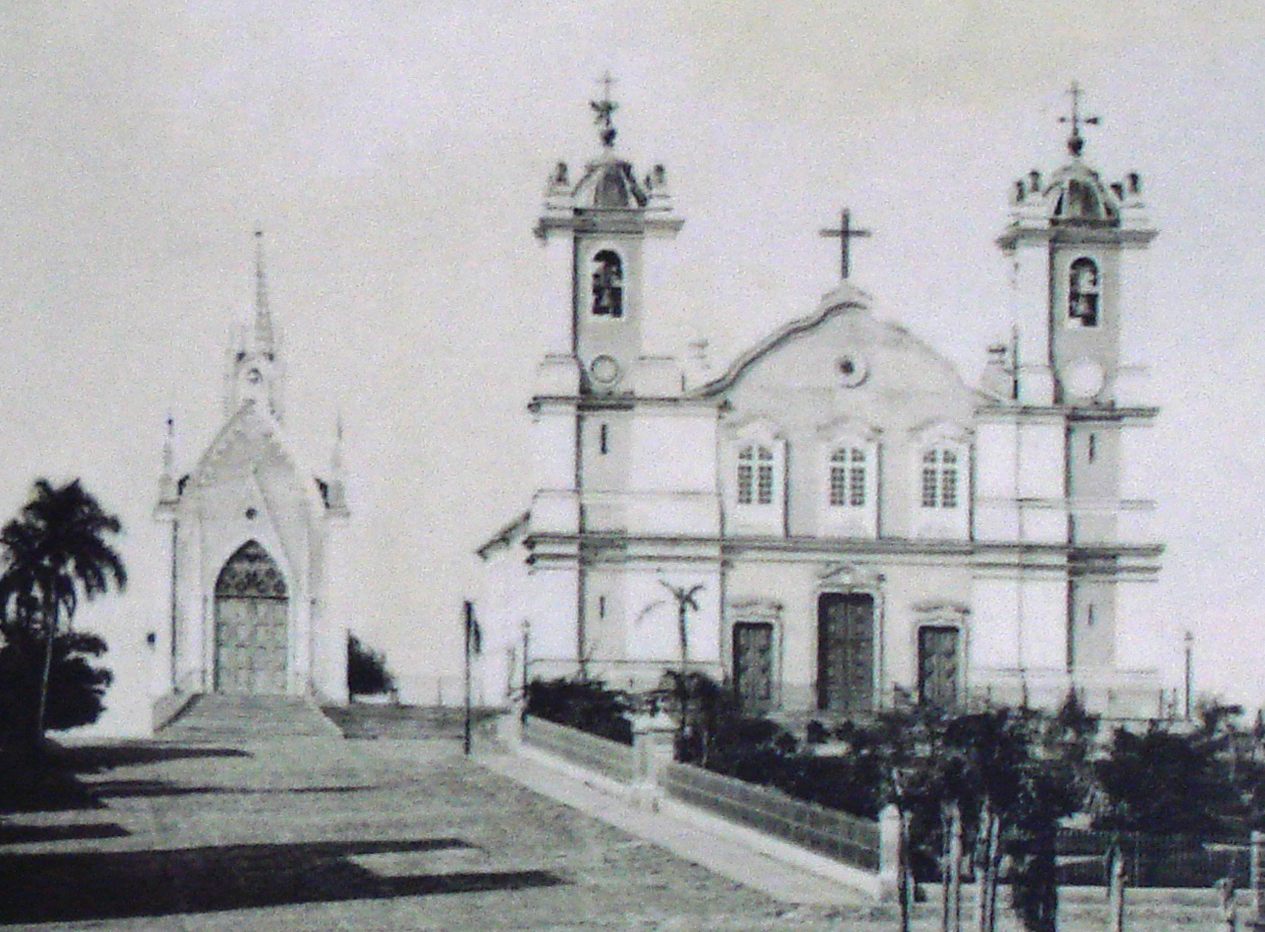
Imagen de la Matriz a finales del siglo XIX, con la Capilla del Espíritu Santo a la izquierda

En 1755, Fray Faustino fue destinado a Triunfo, con lo que los lugareños volvieron a depender del vicario de Viamão, incapaz de atender a toda la población de su vasta parroquia. Así, el 26 de marzo de 1772, el obispo Antônio do Desterro, obispo de Río de Janeiro (cuya diócesis se extendía a las tierras de Río Grande del Sur), elevó el asentamiento a Parroquia con el nombre de São Francisco do Porto dos Casais, confiada al cuidado del padre José Gomes de Faria. En el mismo acto se ordenó la construcción de una iglesia que pudiera servir de parroquia, ya que la capilla de São Francisco no era adecuada para este fin. El 18 de enero de 1773, se cambió el santo patrón de la parroquia, que pasó a estar bajo la protección de Nuestra Señora Madre de Dios.
Dada su privilegiada situación geográfica y estratégica, en 1773 el Porto dos Casais fue elegido como nueva sede de la Capitanía de Rio Grande de São Pedro, cuando aún ni siquiera era una ciudad. Inmediatamente se crearon nuevas necesidades de infraestructura, y se erigieron el Palacio de Barro y otros edificios para albergar el poder civil, ubicándolos, así como la Matriz, el cementerio y otras mejoras, en los Altos da Praia, una colina que domina el lago con una espléndida vista de todo el entorno, formando el embrión de la actual Praça da Matriz. El lugar fue elegido naturalmente por su ubicación dominante, convirtiéndose pronto en el centro político y religioso de la ciudad y atrayendo a la élite emergente a vivir en los alrededores.
El trazado de la iglesia data de 1774, sin que se conozca el autor. Günter Weimer lo atribuyó, sin certeza, a José Custódio de Sá e Faria, y Sofia Inda, a Alexandre José Montanha. En junio, la Cofradía de San Miguel y Ánimas y la Cofradía del Santísimo Sacramento y Nuestra Señora Madre de Dios dieron los primeros pasos para iniciar las obras, supervisadas por el padre Faria y el propio gobernador de la capitanía, José Marcelino de Figueiredo. Sin embargo, las obras propiamente dichas sólo se iniciaron en 1779. En 1780, se adquirieron terrenos de la Real Hacienda de los que fue posible obtener arcilla para ladrillos y tejas, cuya fabricación benefició a las obras, que así cobraron impulso. Su costo fue presupuestado en 500.000 reales, bastante bajo, pero el material y la mano de obra fueron donados por la comunidad. El capataz general fue el maestro albañil José Rodrigues Pimentel, asistido por el maestro albañil Domingos Passarinho, el maestro cavador Inácio José Moreira y el maestro herrero João Batista, además de un equipo de peones. Las molduras de los vanos de la fachada eran de piedra tallada, traída especialmente de Río de Janeiro por una pequeña fortuna, equivalente a cerca del 75% del presupuesto de la iglesia parroquial, aunque eran de talla sencilla.
La decoración interior, mucho más rica, incluía un retablo mayor, altares laterales, puertas talladas, pinturas en el techo y un reloj de sol grabado en la fachada, con un coste de 700.000 reales. La autoría de la talla es incierta. Monseñor João Maria Balen citó a José Pereira de Matos, Athos Damasceno dijo que Balen estaba equivocado y que el autor era el maestro bahiano Joaquim Pereira de Matos, apodado Joaquim Pataca, pero la cronología de su vida (murió en 1885) es incompatible con la fecha de la talla de Porto Alegre.

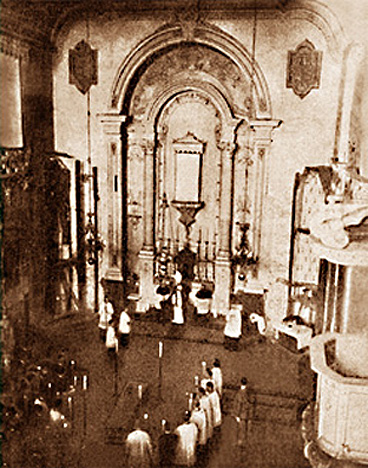
Imagen de la última misa celebrada en la antigua Matriz, en 1929, con los altares ya medio desmontados

En 1794 la iglesia estaba casi terminada, a falta sólo de las torres, y ya recibía culto. En 1800, se instaló una cruz de hierro en el frontón. Su finalización, sin embargo, llevaría mucho tiempo. En 1808, sólo se había erigido una torre, y en 1820, cuando Auguste de Saint-Hilaire pasó por la ciudad, observó que la otra aún no se había terminado. También consideró que sus dimensiones eran pequeñas, con cuarenta escalones entre la entrada y el fondo, pero señaló que estaba bien decorada. A principios del siglo XIX, la iglesia parroquial ya albergaba varias cofradías, además de la de San Miguel y las Ánimas y la del Santísimo Sacramento y Madre de Dios: el Santo Sepulcro, el Rosario, Nuestra Señora de los Dolores, Santa Bárbara y Nuestra Señora de la Concepción, que competían entre sí por los altares de la iglesia. En 1832, la parroquia fue desmembrada, revelando que ya tenía una importante población, creándose dos nuevos distritos, la parroquia de Nuestra Señora de los Dolores y la de Nuestra Señora del Rosario, en función de sus respectivas cofradías.
La iglesia quedó inconclusa hasta que el Conde de Caxias ordenó en 1846 que se terminase la torre izquierda, se enlujase el exterior y se reparase el tejado, que ya amenazaba derrumbe, ante las reiteradas quejas de la Cofradía del Santísimo Sacramento. Ya en esta época se empezaba a pensar en un templo más grande. El 7 de mayo de 1848 fue elevada a la categoría de Catedral por el Papa Pío IX, en la bula Ad Oves Dominicas Rite Pascendas, que creó la Diócesis de São Pedro do Rio Grande do Sul. En 1866 obtuvo dos campanas más. En 1899 sufrió varias reformas para reparar daños, recibiendo nueva decoración interna en pintura, confiada a los italianos Antonio Cauduro y Romano Tertulini, que también restauraron la pintura del techo del presbiterio, según informes, a su estado original.
Con el crecimiento de la ciudad, la multitud de fieles ya no podía acomodarse en la antigua iglesia parroquial, y se decidió sustituirla por una iglesia más grande. En 1915, se convocó un concurso para el proyecto, y el ganador fue Jesús Maria Corona con un plan para una vasta catedral neogótica con torres de 72 metros de altura. Sin embargo, su propuesta desató la polémica pública y acabó por no ser aceptada, y tras varias discusiones se buscó la ayuda de un profesional de la Curia romana, el arquitecto Giovanni Battista Giovenale, dando como resultado el actual edificio de imponentes líneas renacentistas. Las obras de demolición de la antigua iglesia parroquial y de nivelación del terreno circundante se iniciaron en 1920, pero la nueva cripta -espacio que albergaría temporalmente el culto y el Santísimo Sacramento- tenía que estar terminada antes de que se derribase el cuerpo principal, que seguía en uso precario. La última misa en la antigua iglesia tuvo lugar en 1929, en medio de un escenario ya desmantelado.

## Importancia cultural

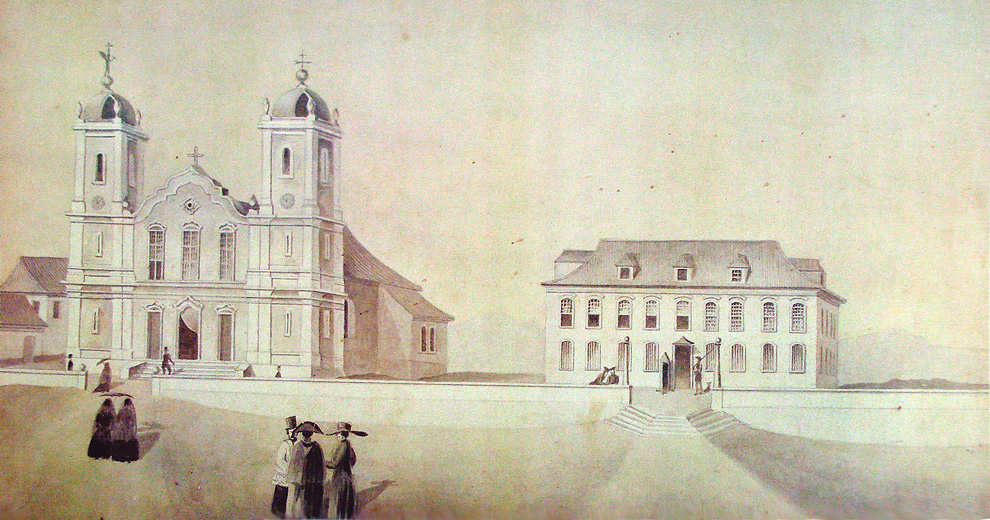
La antigua Matriz en una acuarela de 1852. A su lado el antiguo Palacio de Barro.

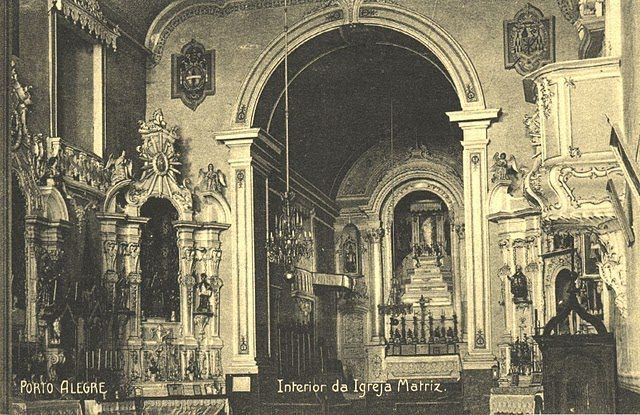
Interior de la nave

La antigua iglesia parroquial era típica del período barroco tardío con una fachada austera y un interior ricamente decorado. La fachada estaba dividida en tres bloques principales: el cuerpo y dos torres adosadas. La iglesia tenía tres puertas a nivel de calle, siendo la central la más alta, cerrada por paneles tallados, y tres ventanas alineadas encima, en el nivel superior, con dinteles tallados. El bloque estaba coronado por un frontón delicadamente curvado con un óculo circular. A ambos lados del frontón había dos pequeños pináculos rematados por una esfera. Las dos torres tenían tres niveles, sostenidos por prominentes pilastras, y estaban coronadas por ménsulas prismáticas rodeadas de pináculos, con una cruz en la parte superior.
El interior estaba dividido en una nave y un presbiterio, con cinco altares principales en total, todos ricamente dorados en un estilo que revela una mezcla de influencias barrocas y rococó, similares a los que aún se conservan en la Matriz de Viamão, con estatuas y ornamentos preciosos como antorchas y candelabros. Había pinturas en las paredes y el techo del presbiterio también estaba pintado decorativamente con una copia de una composición de Rafael Sanzio que representaba a la Virgen María.

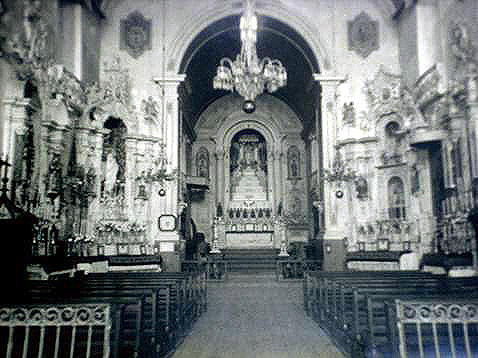
Otra vista del interior

Aunque sus virtudes estéticas fuesen poco percibidas por los viajeros del siglo XIX, la antigua Matriz era una de las iglesias coloniales más ricas del estado y, por su condición de sede de la religiosidad católica, adquirió gran importancia e influencia social.Como era costumbre en el Brasil Colonial, y como ocurrió en Porto Alegre por lo menos hasta mediados del siglo XIX, las iglesias eran los más importantes centros de reunión de la comunidad, mucho más que simples lugares de culto, en una época en que las esferas de lo profano y lo religioso no estaban delimitadas y se superponían en el sistema del Padroado. Los relatos de antiguos viajeros describen con escándalo la informalidad del culto, que se parecía más a una fiesta popular que a un rito religioso, como dijo Marie Van Langendonck:

(Na Quinta-feira Santa) sua iluminação ofusca, as portas abertas de par em par deixam entrar os ruídos do tumulto da rua. As senhoras em roupas resplendentes chamam a atenção pelo decote do vestido que descobre os ombros.... parecem estar prontas para o baile. Elas sentam-se no chão apesar de estarem suntuosamente vestidas. Algumas sentam sobre os degraus do altar, virando as costas ao Tabernáculo; aí elas conversam, riem, comem doces e certamente nenhuma pensa na solenidade do dia.... Para elas a igreja é neste dia um lugar de reunião onde encontram os conhecidos, onde se mostra um vestido de seda novo e onde se combina como se rever nas procissões de Sexta-feira Santa e na da Ressurreição. Esta última é realizada na noite do sábado para o Domingo de Páscoa. Ninguém se deita durante esta noite. A procissão sai à meia-noite e entra às quatro da manhã; uma multidão imensa a acompanha. As janelas das casas por onde ela passa estão abertas e guarnecidas de espectadores. De todos os pontos da cidade se soltam rojões e fogos de artifício".
(El Jueves Santo) su iluminación se atenúa, las puertas abiertas de par en par dejan entrar los sonidos del tumulto de la calle. Las damas, con sus resplandecientes trajes, llaman la atención sobre el escote de sus vestidos, que deja al descubierto sus hombros.... parecen estar listas para el baile. Se sientan en el suelo a pesar de estar suntuosamente vestidas. Algunas se sientan en los escalones del altar, dando la espalda al Sagrario; allí charlan, ríen, comen dulces y, desde luego, no piensan en la solemnidad del día.... Para ellos, la iglesia en este día es un lugar de encuentro donde se encuentran con sus conocidos, donde lucen un nuevo vestido de seda y donde se ponen de acuerdo para verse en las procesiones del Viernes Santo y de la Resurrección. Esta última tiene lugar en la noche del sábado al Domingo de Resurrección. Nadie se acuesta durante esta noche. La procesión sale a medianoche y entra a las cuatro de la madrugada; la acompaña una gran multitud. Las ventanas de las casas por las que pasa están abiertas y llenas de espectadores. Se lanzan petardos y fuegos artificiales desde todos los puntos de la ciudad."

Además, la asociación con la iglesia parroquial a través de cofradías añadía prestigio social a sus miembros. De hecho, los anales eclesiásticos registran varias disputas entre miembros de diferentes cofradías por los derechos de precedencia en las procesiones y otras prerrogativas tradicionales. La procesión que llevaba al Cristo Muerto desde la Capilla de la Misericordia hasta la iglesia parroquial, durante la Semana Santa, era una de las festividades más importantes, y sólo los miembros de la élite local podían portar la imagen. Hasta 1814, varios miembros destacados de la sociedad fueron enterrados en el interior de la iglesia; cuanto más alto era su perfil social y más limosnas daban, más cerca del altar mayor se encontraba su tumba. Sólo dos personas tuvieron el privilegio de ser enterradas dentro del presbiterio, Manoel Vieira y el capitán Manoel Machado de Souza, en reconocimiento a sus grandes donaciones a la iglesia.
.

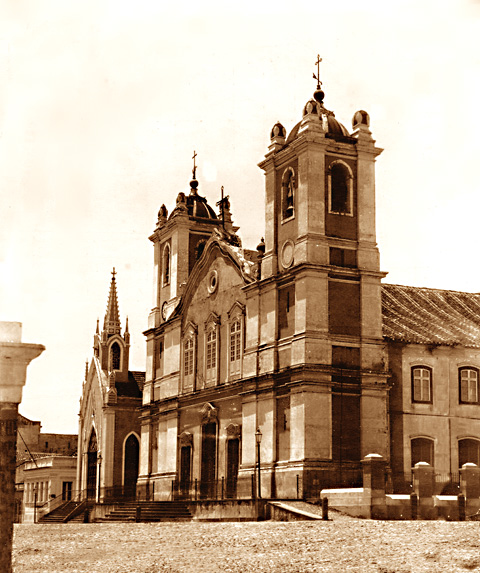
Una de las últimas fotos de la Matriz, 1900

Sin embargo, uno de los objetivos de las cofradías era disciplinar la religiosidad popular, que tendía a ser apasionada, revoltosa y expansiva, dentro de los límites del decoro y la ortodoxia impuestos por la Iglesia, aunque a menudo fracasaron y fueron acusadas de promover la inmoralidad y la superstición. Pero también desempeñaron importantes funciones asistenciales para sus numerosos miembros, en una época de precariedad crónica de los servicios públicos y de inestabilidad política, económica y militar casi permanente. Por último, siempre compitiendo entre sí por el prestigio que suponía lucirse en las procesiones, donar joyas para las imágenes de culto, adornar los altares, hacer interpretar música sacra durante las letanías y te deums, las cofradías de la Matriz, así como las de otras iglesias de la ciudad, estimularon de forma importante el circuito artístico local, convirtiéndose la propia Matriz en depositaria de obras de arte y objetos preciosos, la mayoría adquiridos o acumulados por devotas donaciones. El director del coro y compositor residente en la Matriz era el maestro Mendanha, autor también del Himno de Rio Grande del Sur], y considerado por Ênio de Freitas e Castro el mayor nombre de la música clásica estatal de mediados del siglo XIX.
A pesar de ser una de las pocas grandes iglesias barrocas construidas en el estado, cuyo asentamiento sólo se consolidó cuando el estilo ya estaba en decadencia y aparecían nuevas referencias estéticas, su demolición parece haber sido lamentada sólo por su significado histórico más que por el artístico. De hecho, en la época de la demolición, el estilo barroco hacía tiempo que había pasado de moda y era ampliamente considerado pesado, vulgar y anticuado. Pero son interesantes las quejas de Aquiles Porto Alegre, testigo presencial de la demolición: 

Estaquei subitamente e, contemplando o velho templo tão preso ao nosso saudoso passado, meus olhos de poeta romântico se encheram de lágrimas. [...] Ali, naquele velho templo augusto, viviam pelo menos 50 anos de minha existência. E eu via-o agora atacado e ferido pela picareta inconsciente do operário rústico, que nada conhece da vida da cidade antiga! E via arrancados àquela terra santa, e que fora cemitério, a enxadas brutais, as ossadas de muitos de nossos antepassados, que eram dali expulsos com uma espécie nova e singular de despejos – como inquilinos que não pagam aluguéis de casa. [...]  Como eu, a maior parte da população da cidade há de sentir o desaparecimento da nossa velha igreja, porque não há um habitante da capital que não tenha ali uma relíquia. São mais de cento e cinquenta anos da crônica da cidade e da vida de nossos avós que são lançados por terra; feitos destroços, transformados em poeira".
"Me paré de repente y, contemplando el viejo templo tan ligado a nuestro pasado nostálgico, mis ojos de poeta romántico se llenaron de lágrimas. [...] Allí, en ese viejo y augusto templo, viví al menos 50 años de mi existencia. Y ahora lo veía atacado y herido por la piqueta inconsciente del rústico jornalero, ¡que nada sabe de la vida de la vieja ciudad! Y vi cómo los huesos de muchos de nuestros antepasados eran arrancados de esa tierra sagrada, que antes había sido un cementerio, con azadas brutales, siendo desalojados con un nuevo y único tipo de desahucio: como inquilinos que no pagan sus rentas. [...] Como yo, la mayor parte de la población de la ciudad sentirá la desaparición de nuestra antigua iglesia, porque no hay habitante de la capital que no tenga allí una reliquia. Más de ciento cincuenta años de la crónica de la ciudad y de la vida de nuestros abuelos han sido tirados por tierra; se han convertido en escombros y polvo".

Varias otras corrieron la misma suerte en todo Brasil, entre ellas la Igreja do Rosário de la misma ciudad, de importancia artística comparable a la de la Matriz. Hasta 1971, cuando Athos Damasceno escribió su clásico Las Artes Plásticas en Rio Grande do Sul, aún sobrevivían varios elementos de la antigua Matriz en la cripta de la actual Catedral. Según el autor, entre las reliquias conservadas estaban la cruz de hierro de la fachada, una de las campanas, las esferas de cobre que servían de pedestales para las cruces de las torres, partes de los antiguos portales esculpidos, un tabernáculo, la primera silla episcopal, aparatos litúrgicos, mobiliario, la imagen de Nuestra Señora Madre de Dios que hoy se encuentra en el altar mayor de la Catedral, una estatua de María y un Cristo, así como varias pinturas con efigies de santos y prelados y escenas de la vida de Cristo.
Por otro lado, la creciente importancia de la ciudad en el siglo XIX como centro administrativo provincial, polo cultural y concurrida plaza comercial, con un flujo constante de extranjeros, y de la Matriz como su principal iglesia, hace de sus archivos, conservados en la Curia Metropolitana, una fuente de copiosa información para estudios de sociología, demografía, antropología, religión e historia de la ciudad y del Estado..